# Loki (série télévisée)
Pour les articles homonymes, voir Loki (homonymie).
Falcon et le Soldat de l'Hiver What If...?
Loki est une série télévisée américaine créée par Michael Waldron diffusée à partir du 9 juin 2021 sur la plateforme de streaming Disney+. Il s'agit de la troisième série de l'univers cinématographique Marvel sur cette plateforme.
Comme son nom l'indique, la série est basée sur le personnage de Loki, issu des comics Marvel. Tom Hiddleston y reprend son rôle du Dieu de la Malice. Il est accompagné par Sophia Di Martino (Sylvie Laufeydottir), Owen Wilson (Mobius M. Mobius), Gugu Mbatha-Raw (Ravonna Renslayer) et Wunmi Mosaku (Chasseuse B-15).
Les événements de Loki se déroulent juste après Avengers: Endgame et décrivent les aventures du dieu éponyme, mort des mains de Thanos au début du film Avengers : Infinity War, mais encore en vie dans une réalité alternative créée en 2012 lors d'un retour dans le passé des Avengers. Après avoir mis la main sur le Tesseract pour s'échapper, il est arrêté par le Tribunal des Variations Anachroniques (ou TVA, Time Variance Authority en VO).
La série marque un tournant majeur pour l'univers cinématographique Marvel puisqu'elle introduit formellement la notion de multivers, jusque-là simplement évoquée ou insinuée. Elle met donc directement en place les films Spider-Man: No Way Home et Doctor Strange in the Multiverse of Madness. La présence de l'acteur Jonathan Majors dans la peau de « Celui Qui Demeure » permet également d'annoncer l'arrivée de Kang le Conquérant, dont l'apparition a lieu dans Ant-Man and the Wasp: Quantumania.
La première saison, qui fait partie de la phase 4 de l'univers, est officiellement confirmée en avril 2019 et la diffusion de ses six épisodes a débuté le 9 juin 2021 pour s'achever sur le sixième épisode le 20 juillet.
La deuxième saison, qui fait partie de la phase 5, est en ligne du 5 octobre au 10 novembre 2023, à raison d'un épisode par semaine.

## Synopsis
Alors que Loki a été tué par Thanos dans Avengers : Infinity War, l'histoire prend place plus tôt, en 2012, dans un nexus créé par le Casse temporel des Avengers après que le Loki de 2012 se soit échappé avec le Tesseract. Après son évasion, il est emmené auprès du Tribunal des Variations Anachroniques (ou TVA, Time Variance Authority en VO), un organisme qui agit pour arrêter toute personne qui tenterait d'altérer le passé ou le futur et qui protège l'Éternel Flux Temporel. L'agent du TVA, Mobius, lui demande, pour le meilleur et pour le pire, sa collaboration afin de retrouver une version alternative de lui-même qui sème le chaos à des époques variées du temps dans une lutte sans merci contre le TVA.

## Distribution
Sauf indication contraire, les informations mentionnées dans cette section peuvent être confirmées par les bases de données cinématographiques IMDb et Allociné,  présentes dans la section « Liens externes ».

### Acteurs principaux
Note : Les acteurs ci-dessous sont crédités dans la distribution principale uniquement dans les épisodes où ils apparaissent.
- Tom Hiddleston (VF : Alexis Victor ; VQ : Frédéric Millaire-Zouvi) : Loki
- Gugu Mbatha-Raw (VF : Déborah Claude ; VQ : Marie-Evelyne Lessard) : Rebecca Tourminet / Ravonna Renslayer
- Wunmi Mosaku (VF : Corinne Wellong ; VQ : Cynthia Trudel) : Dr Verity Willis / Chasseuse B-15
- Eugene Cordero (en) (VF et VQ : Jérémy Prévost) : Frank Morris / Casey
- Tara Strong (VF et VQ : Zina Khakhoulia) : Miss Minutes (voix)
- Owen Wilson (VF : Éric Legrand ; VQ : Antoine Durand) : Don / Mobius M. Mobius
- Sophia Di Martino (VF : Laura Préjean ; VQ : Rose-Maïté Erkoreka) : Sylvie
- Jonathan Majors (VF : Diouc Koma ; VQ : Philippe Racine) : Celui Qui Demeure / Victor Timely
- Sasha Lane (VF et VQ : Amélie Porteu de la Morandière) : Chasseuse C-20 (saison 1)
- Jack Veal (VF et VQ : Nathan Willems) : Loki Enfant (saison 1)
- DeObia Oparei (VF et VQ : Frantz Confiac) : Loki le Fanfaron (saison 1)
- Richard E. Grant (VF et VQ : Gabriel Le Doze) : Loki Classique (saison 1)
- Neil Ellice (VF et VQ : Éric Peter) : Chasseur D-90 (saison 2, récurrent saison 1)
- Rafael Casal (en) (VF : Marc Arnaud ; VQ : Alexis Lefebvre) : Bradley « Brad » Wolfe / Chasseur X-5 (saison 2)
- Kate Dickie (VF : Juliette Degenne) : Générale Dox (saison 2)
- Liz Carr (en) (VF : Patricia Legrand) : Juge Gamble (saison 2)
- Ke Huy Quan (VF : Guillaume Lebon ; VQ : Renaud Paradis) : A. D. Doug / Ouroboros « O. B. » (saison 2)
- Richard Dixon (VF : Enrique Carballido) : Robber Baron (saison 2)

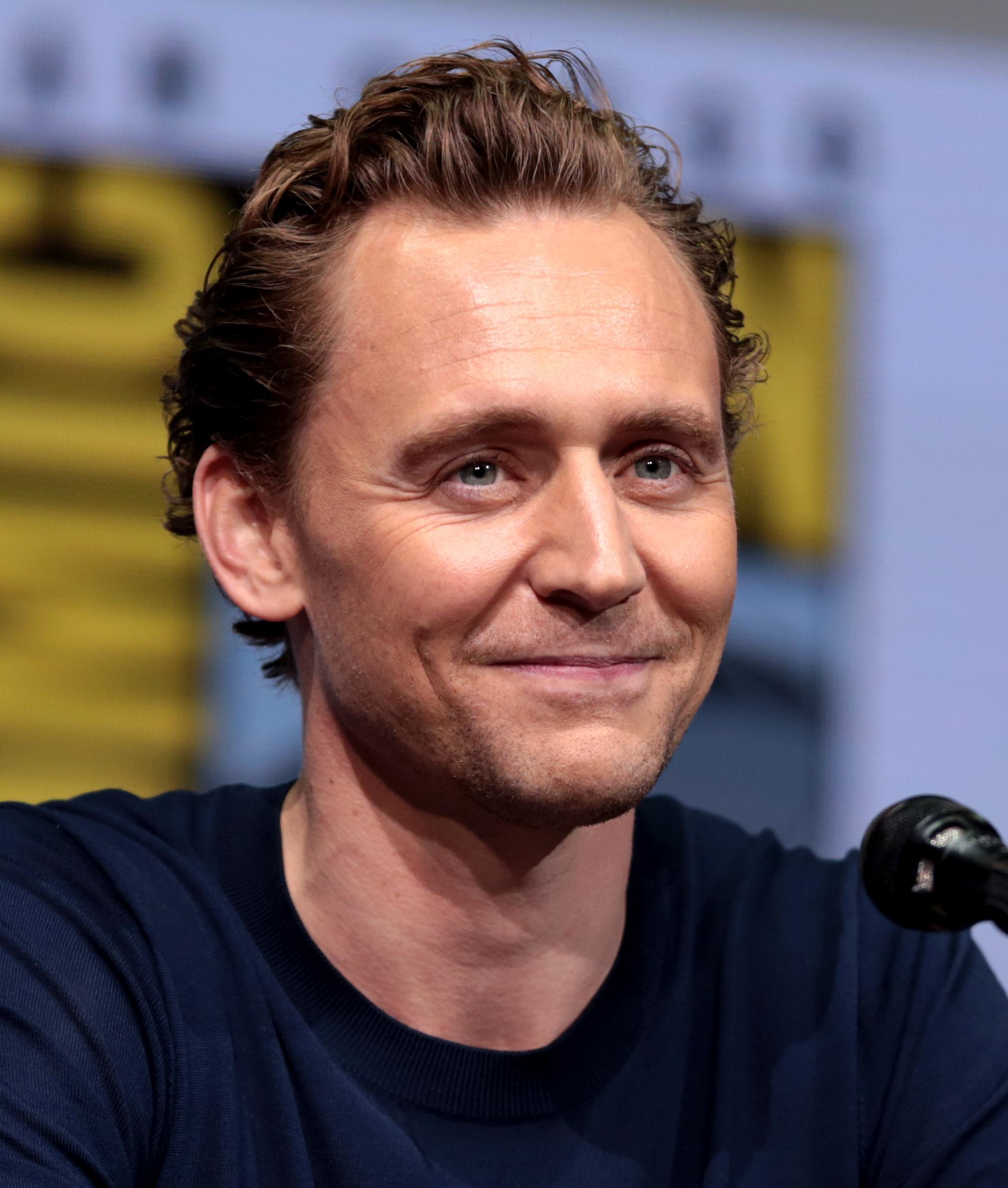
Tom Hiddleston dans le rôle de Loki
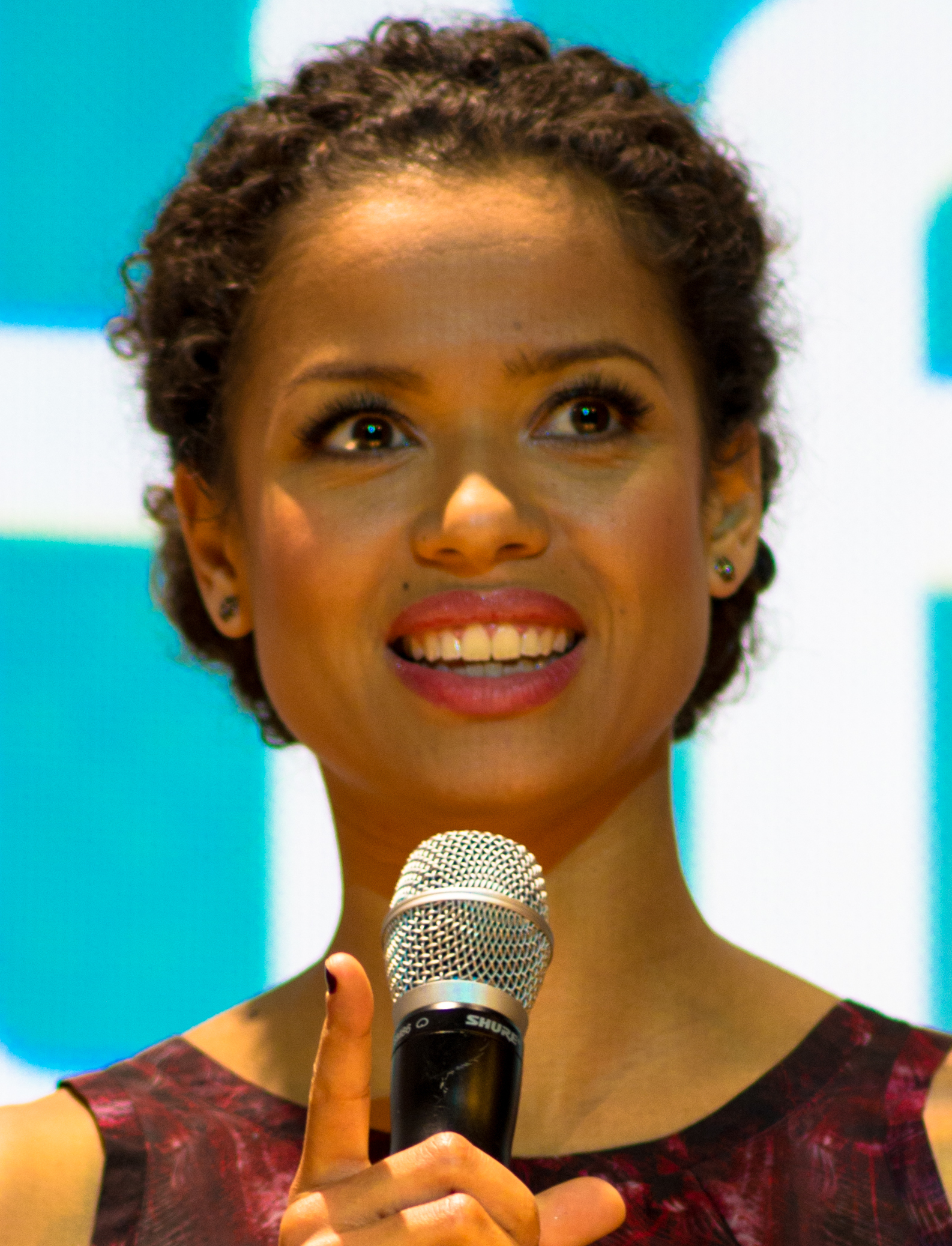
Gugu Mbatha-Raw dans le rôle de Rebecca Tourminet / Ravonna Renslayer
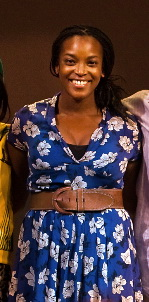
Wunmi Mosaku dans le rôle de Verity Willis / la Chasseuse B-15
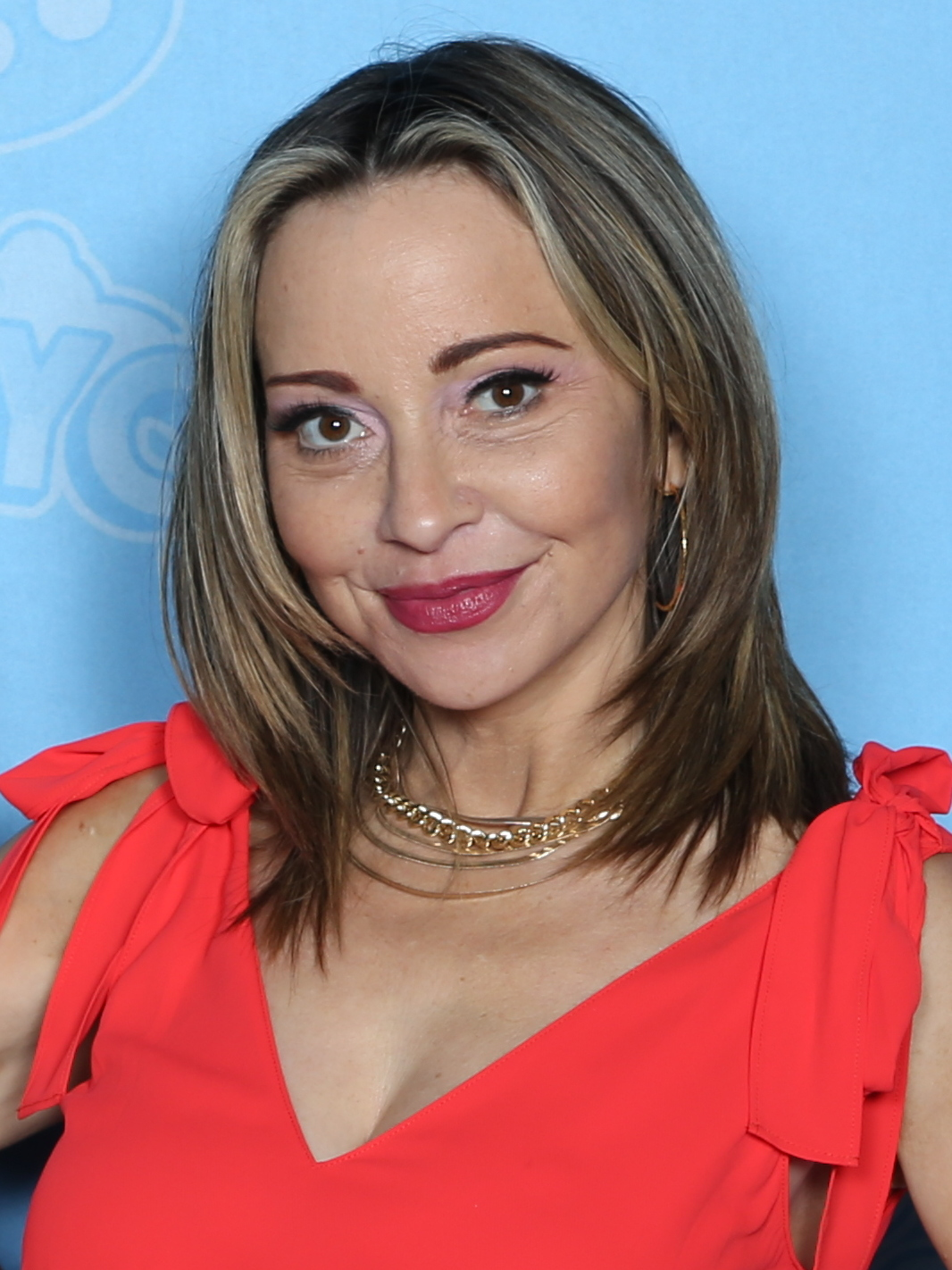
Tara Strong prête sa voix à Miss Minutes
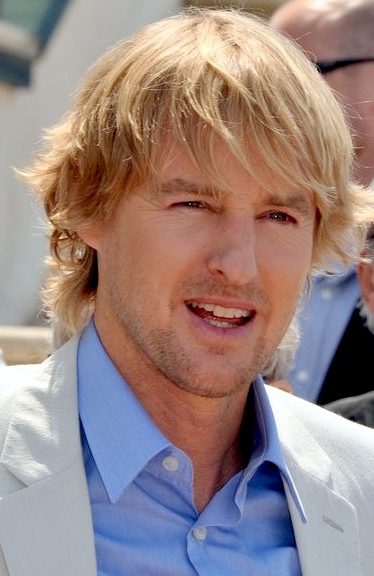
Owen Wilson dans le rôle de Don / Mobius
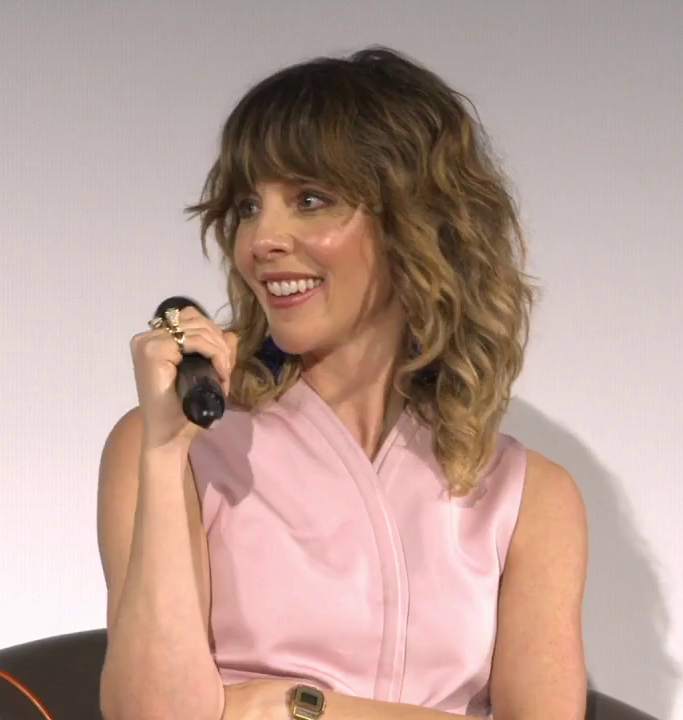
Sophia Di Martino dans le rôle de Sylvie
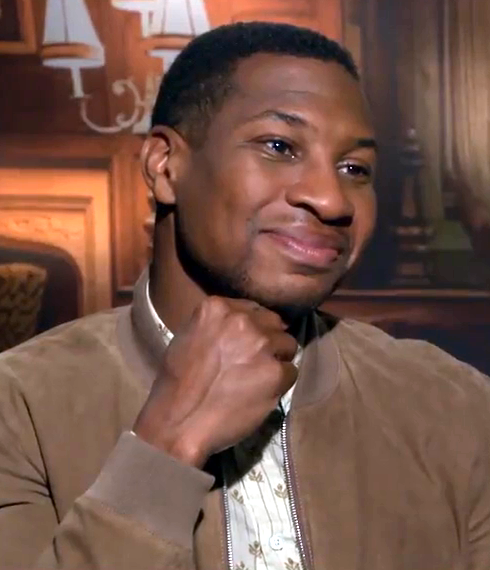
Jonathan Majors dans le rôle de « Celui Qui Demeure » et Victor Timely
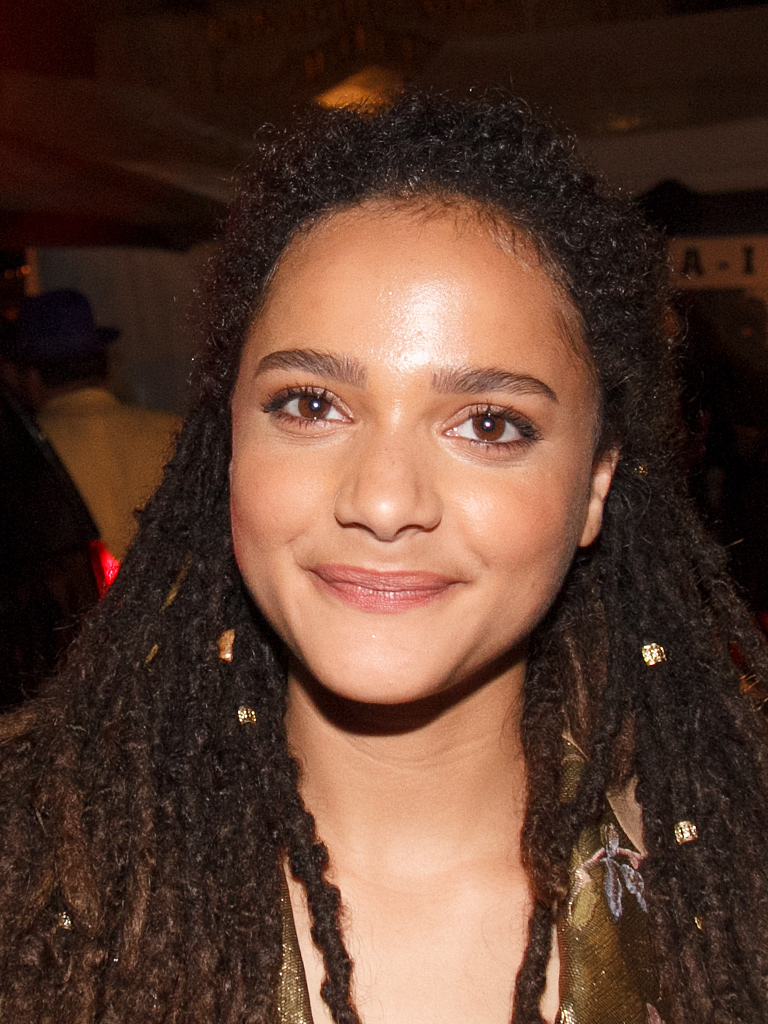
Sasha Lane dans le rôle de la Chasseuse C-20
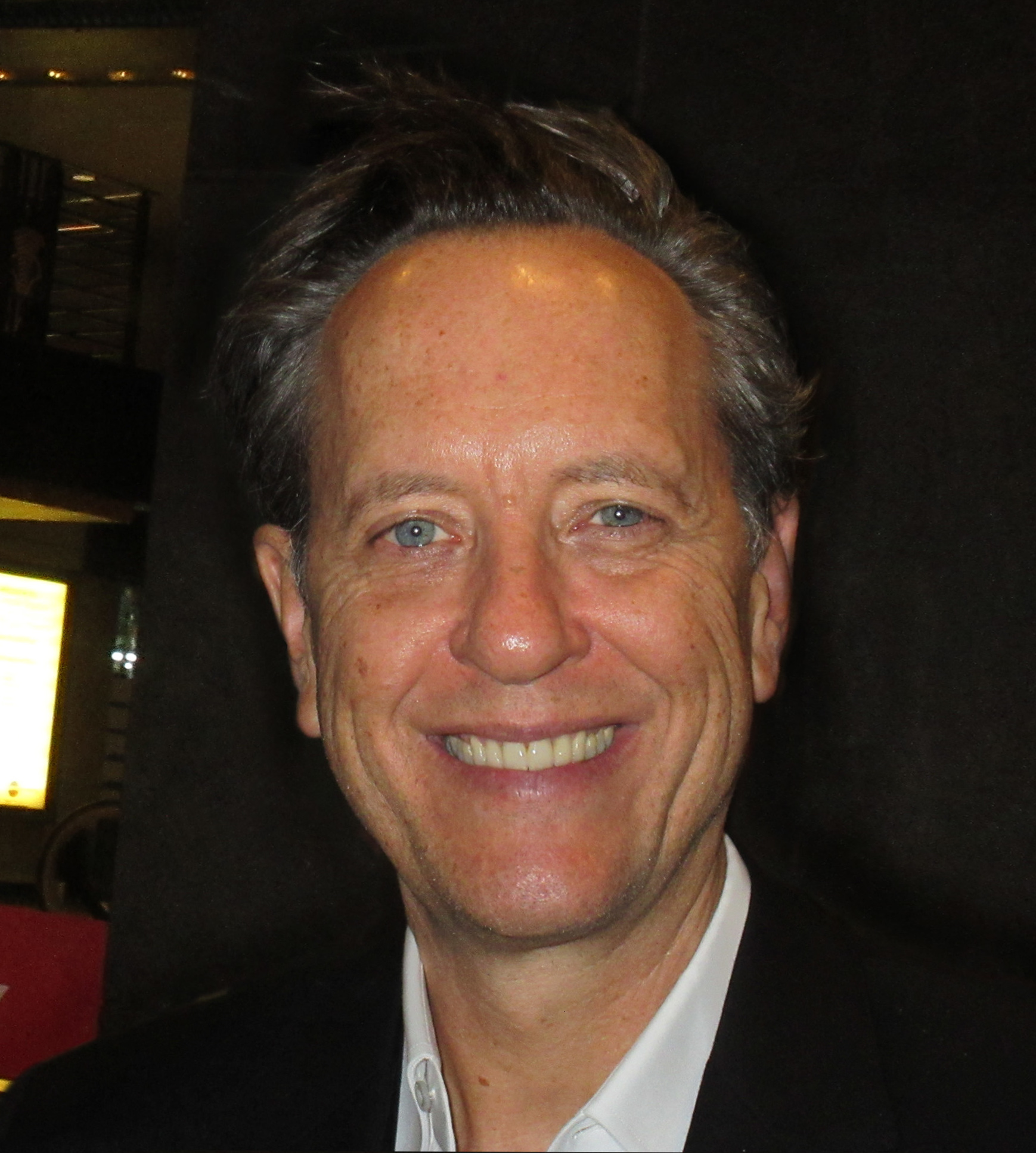
Richard E. Grant dans le rôle du Loki Classique
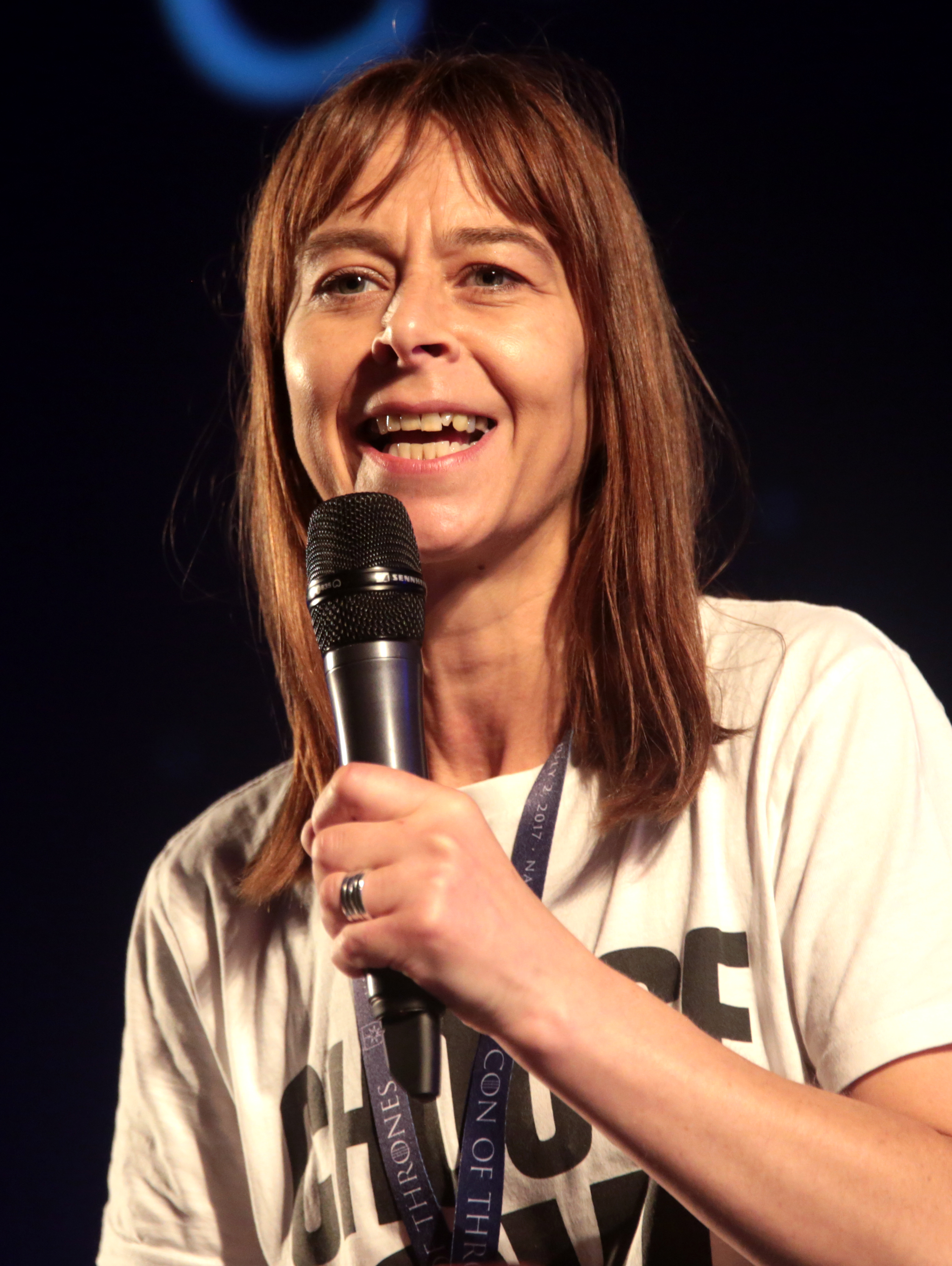
Kate Dickie dans le rôle de la Générale Dox
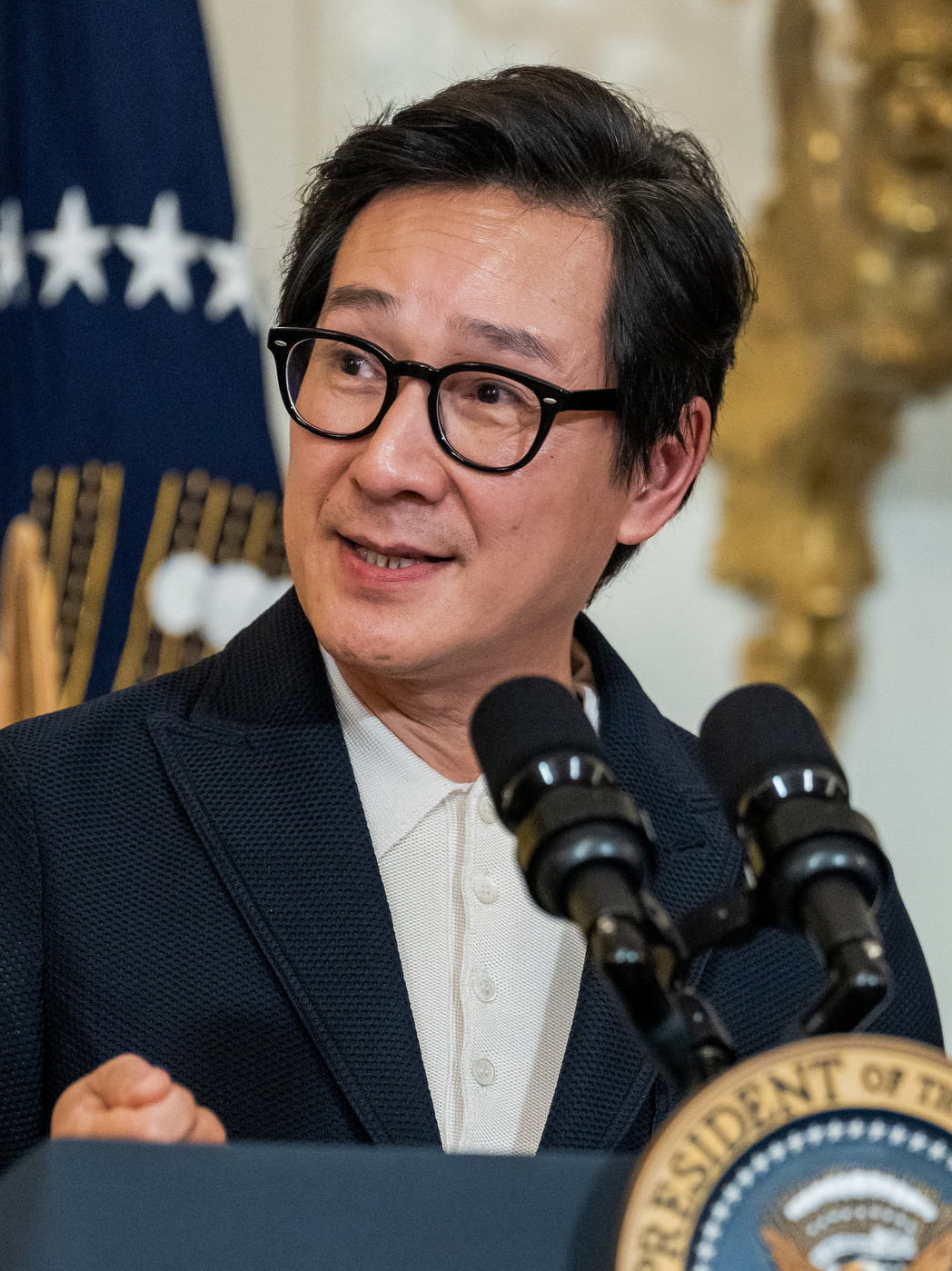
Ke Huy Quan dans le rôle d'A. D. Doug / Ouroboros

### Invités
- Derek Russo (VF et VQ : Frédéric Souterelle) : Chasseur U-92 (saison 1, épisode 1)
- Josh Fadem : Martin (saison 1, épisode 1)
- Raphael Luce : le garçon français de l'église (saison 1, épisode 1)
- Austin Freeman (VF et VQ : Alexandre Bierry) : Randy (saison 1, épisode 2)
- Lucius Baston : le client de Roxxcart (saison 1, épisode 2)
- Susan Gallagher (VF et VQ : Marie-Madeleine Burguet-Le Doze) : la veuve sur Lamentis (saison 1, épisode 3)
- Jaimie Alexander (VF : Ingrid Donnadieu ; VQ : Marie-Claude Hénault) : Sif (saison 1, épisode 4)
- Cailey Fleming : Sylvie, enfant (saison 1, épisode 4)
- Chris Hemsworth (VF et VQ : sans dialogues) : Throg (saison 1, épisode 5 - caméo vocal, non crédité)
- Jack Cunningham-Nuttall : Jack (saison 2, épisode 1 - scène inter-générique et épisode 2)
- Natalie Holt : une musicienne de l'Exposition (saison 2, épisode 3)
- Justin Benson : John Anglin (saison 2, épisode 5)
- Aaron Moorhead : Clarence Anglin (saison 2, épisode 5)
- Jason Pennycooke (en) : Lyle (saison 2, épisode 5)

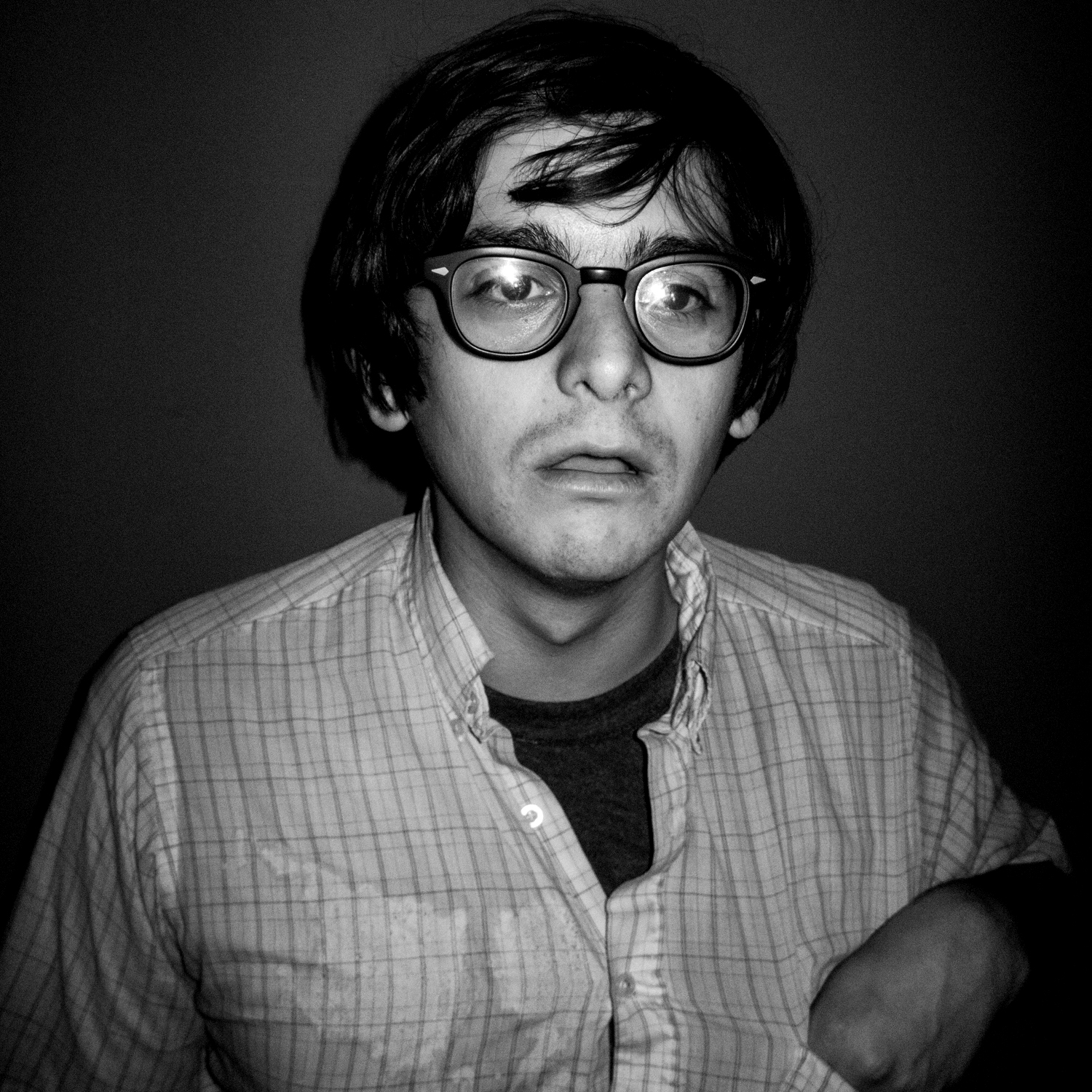
Josh Fadem dans le rôle de Martin
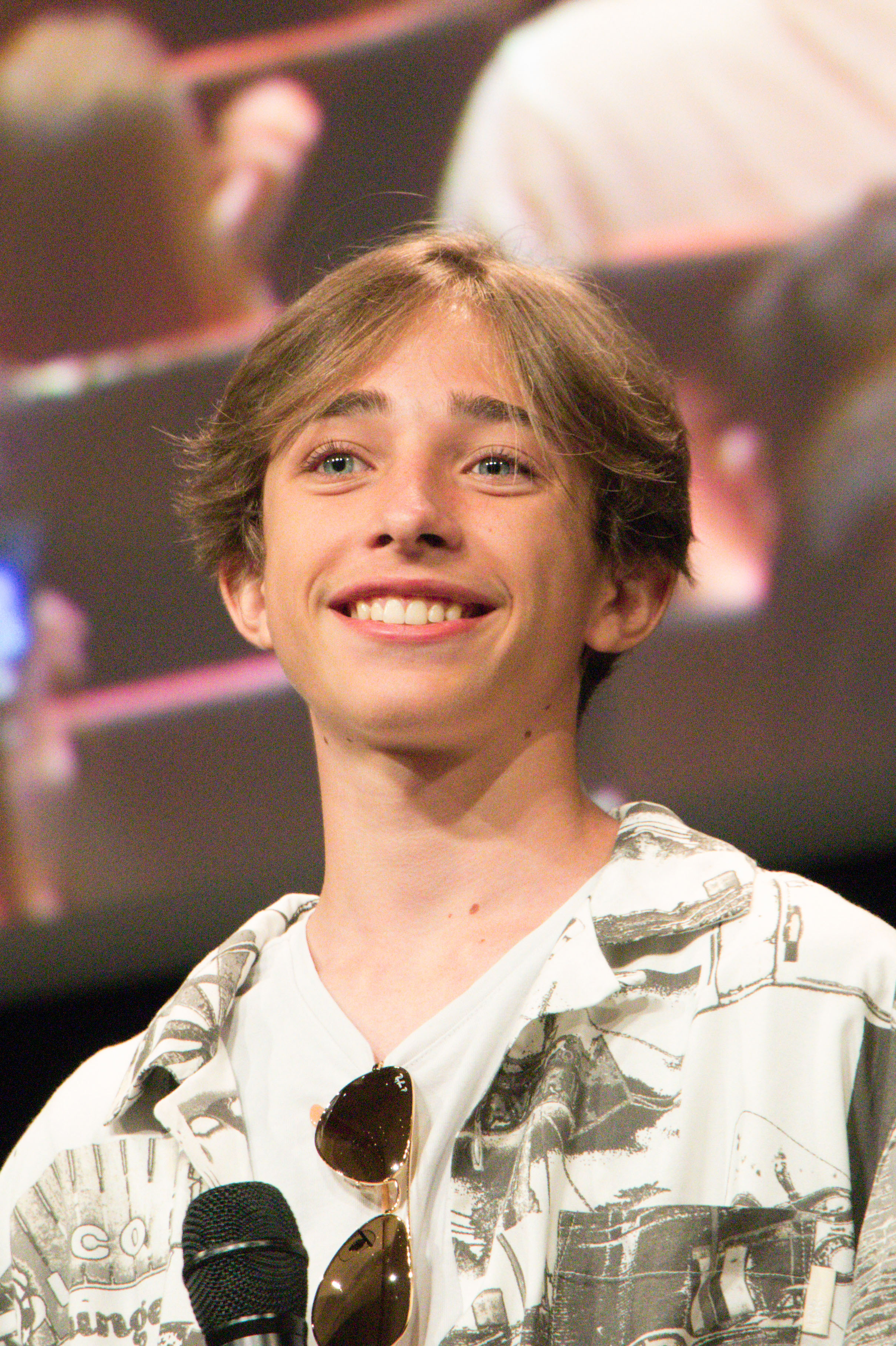
Raphael Luce dans le rôle du garçon français de l'église
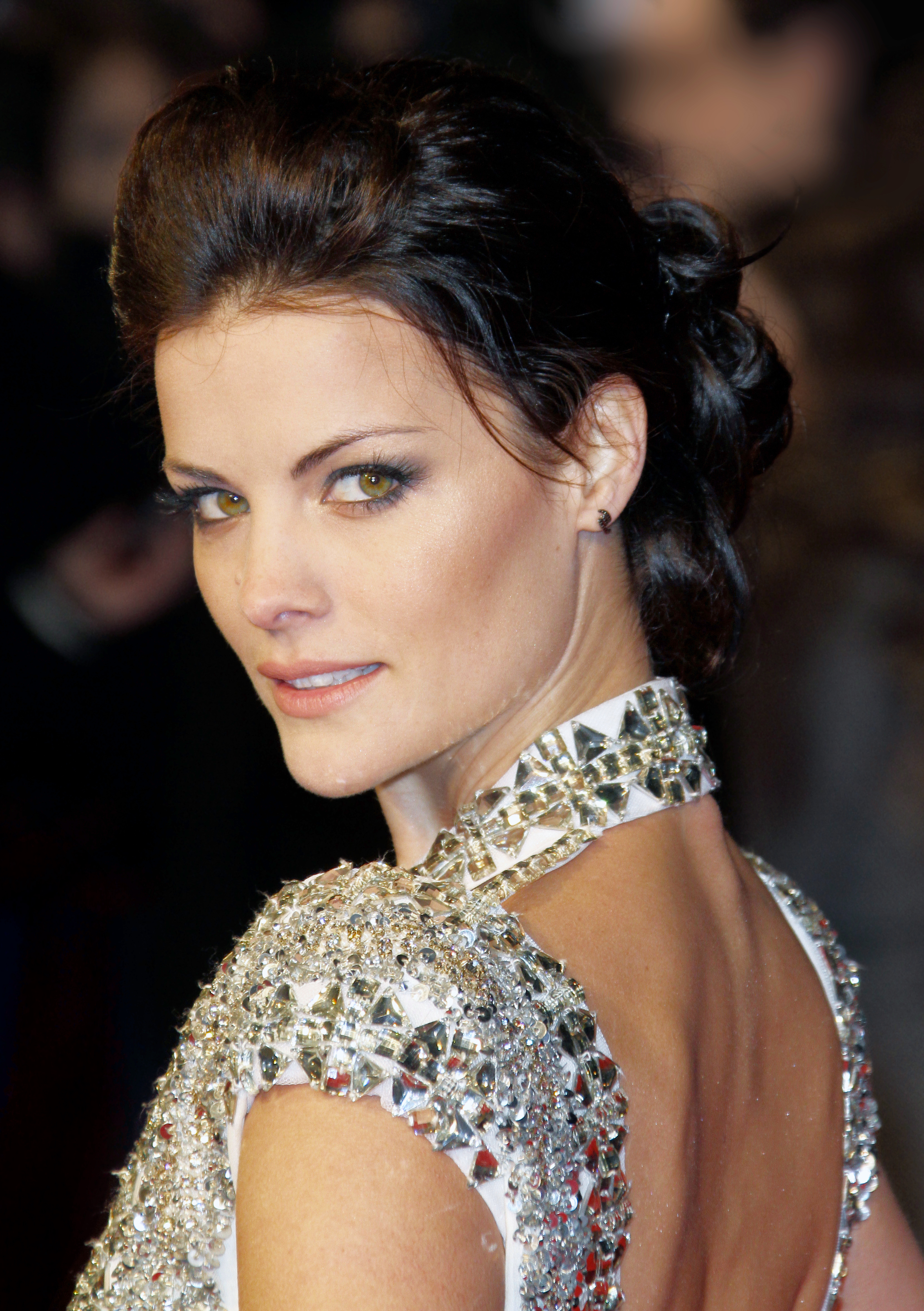
Jaimie Alexander dans le rôle de Sif
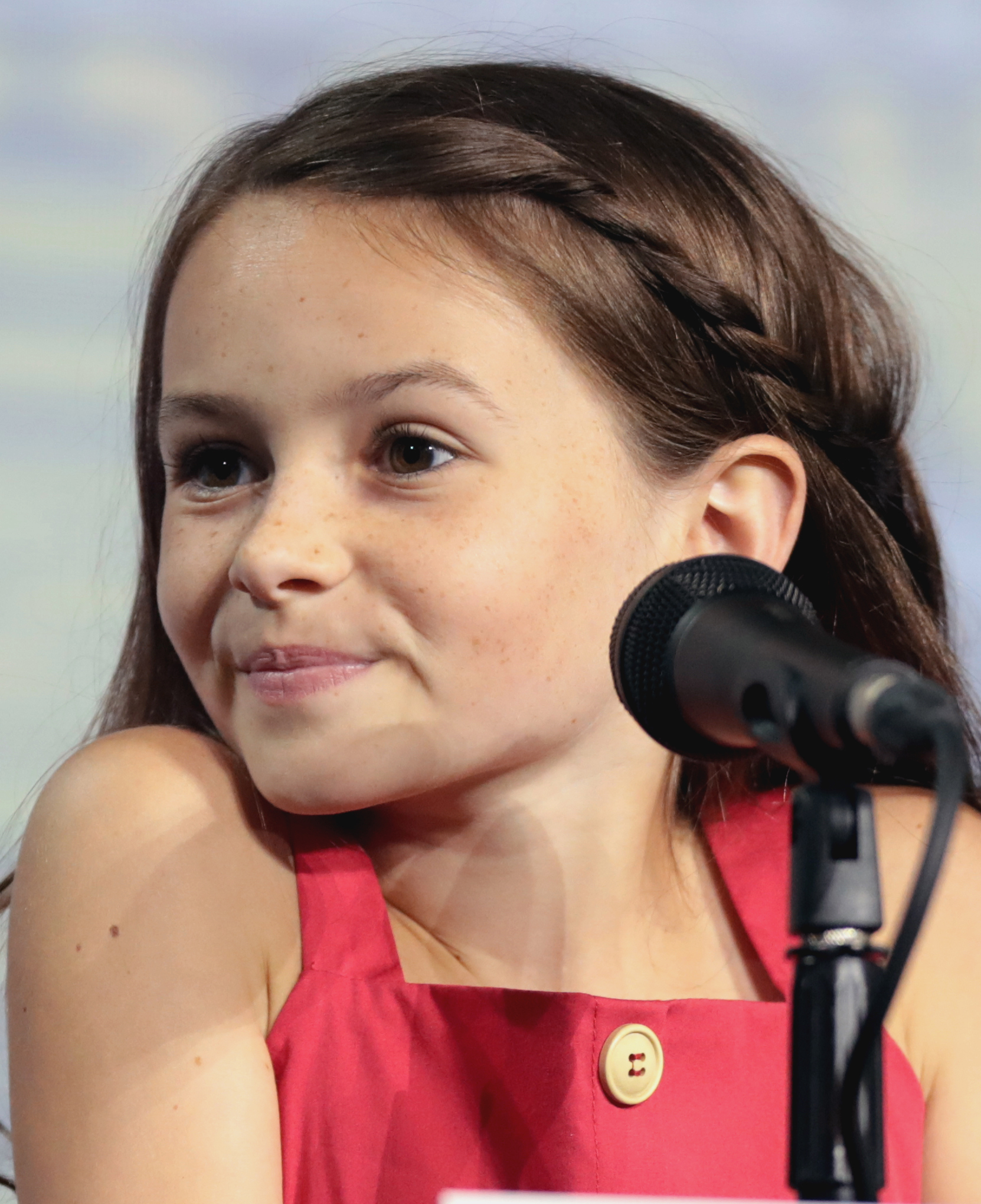
Cailey Fleming dans le rôle de Sylvie, enfant
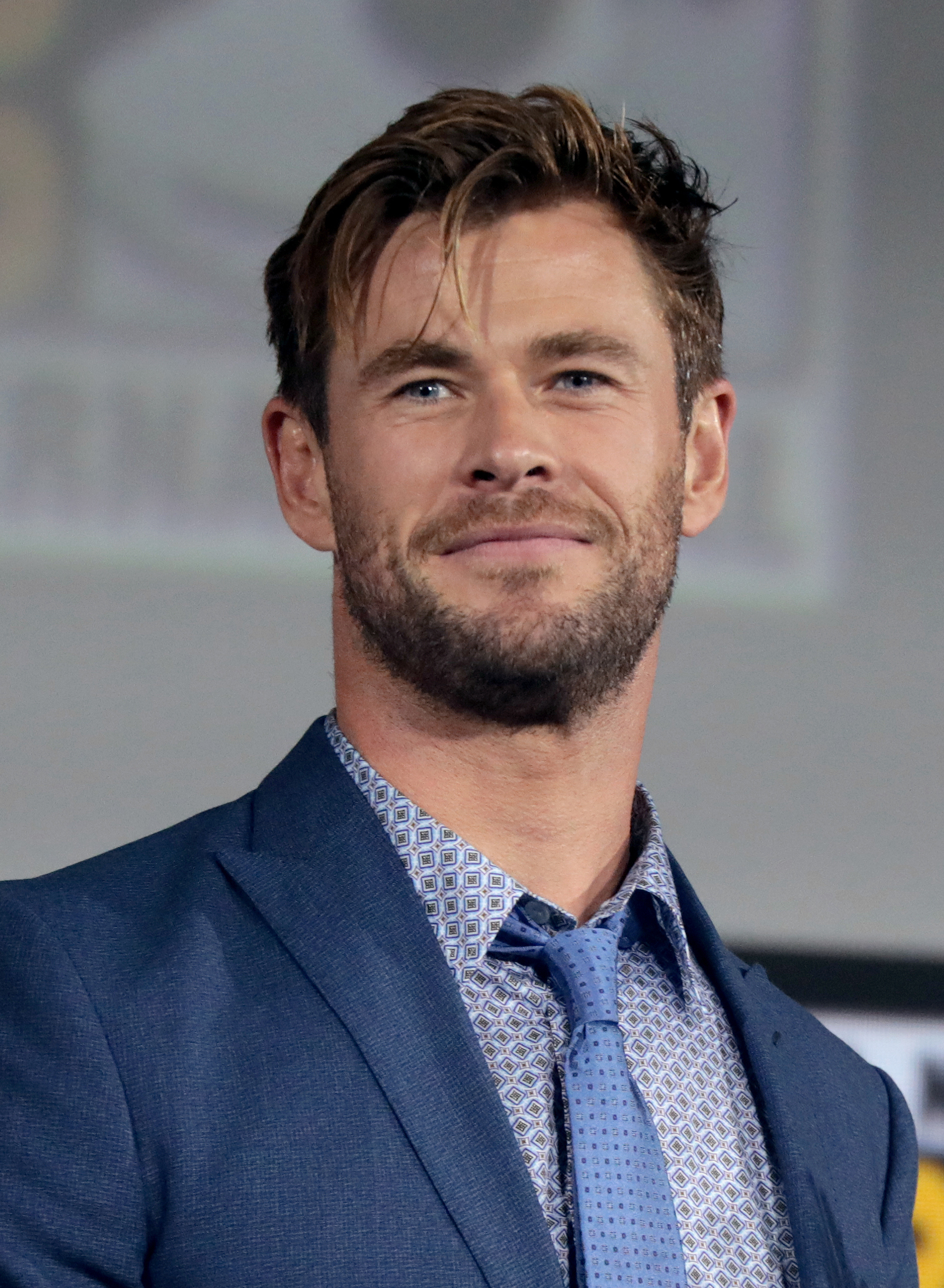
Chris Hemsworth prête sa voix à Throg
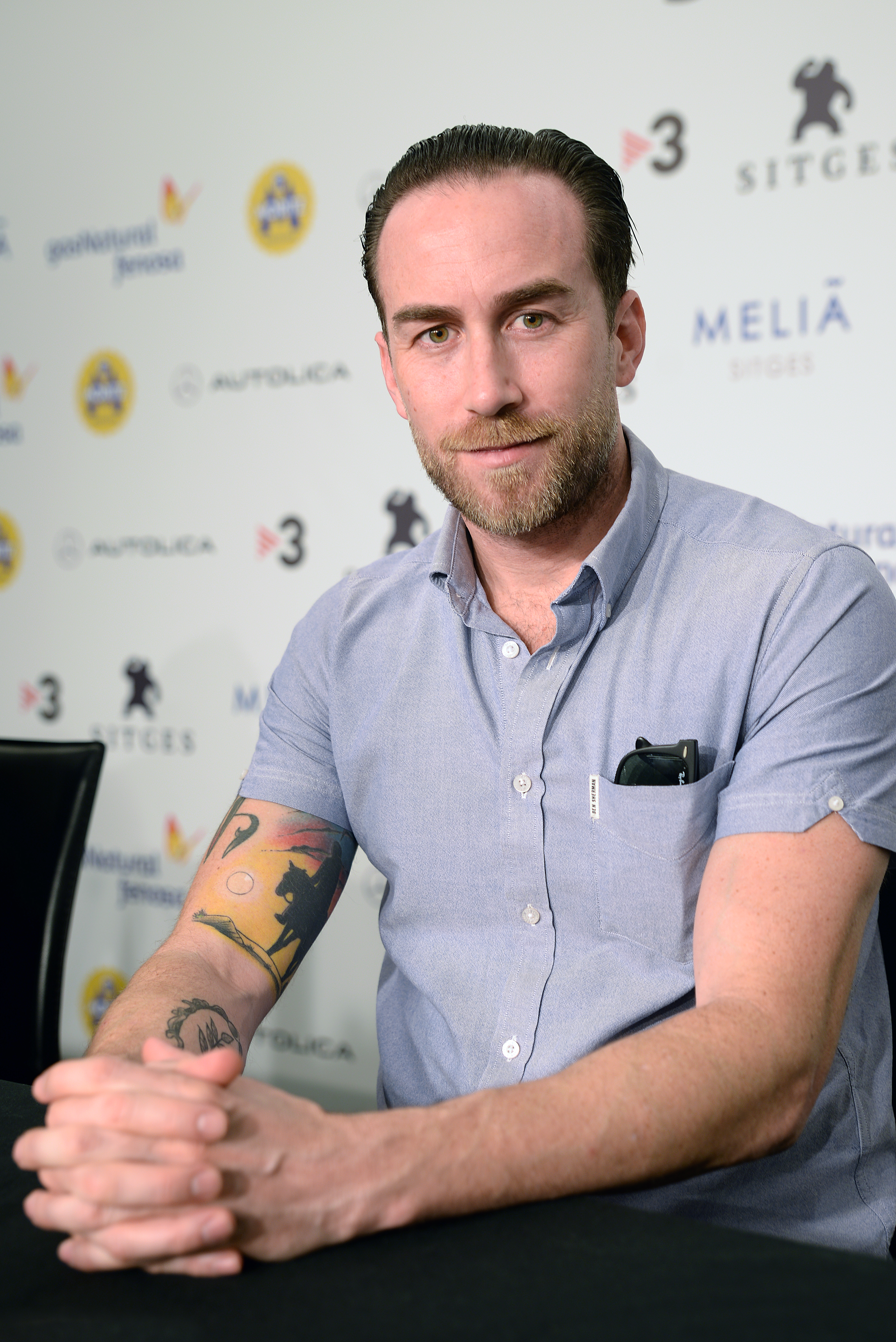
Justin Benson dans le rôle de John Anglin
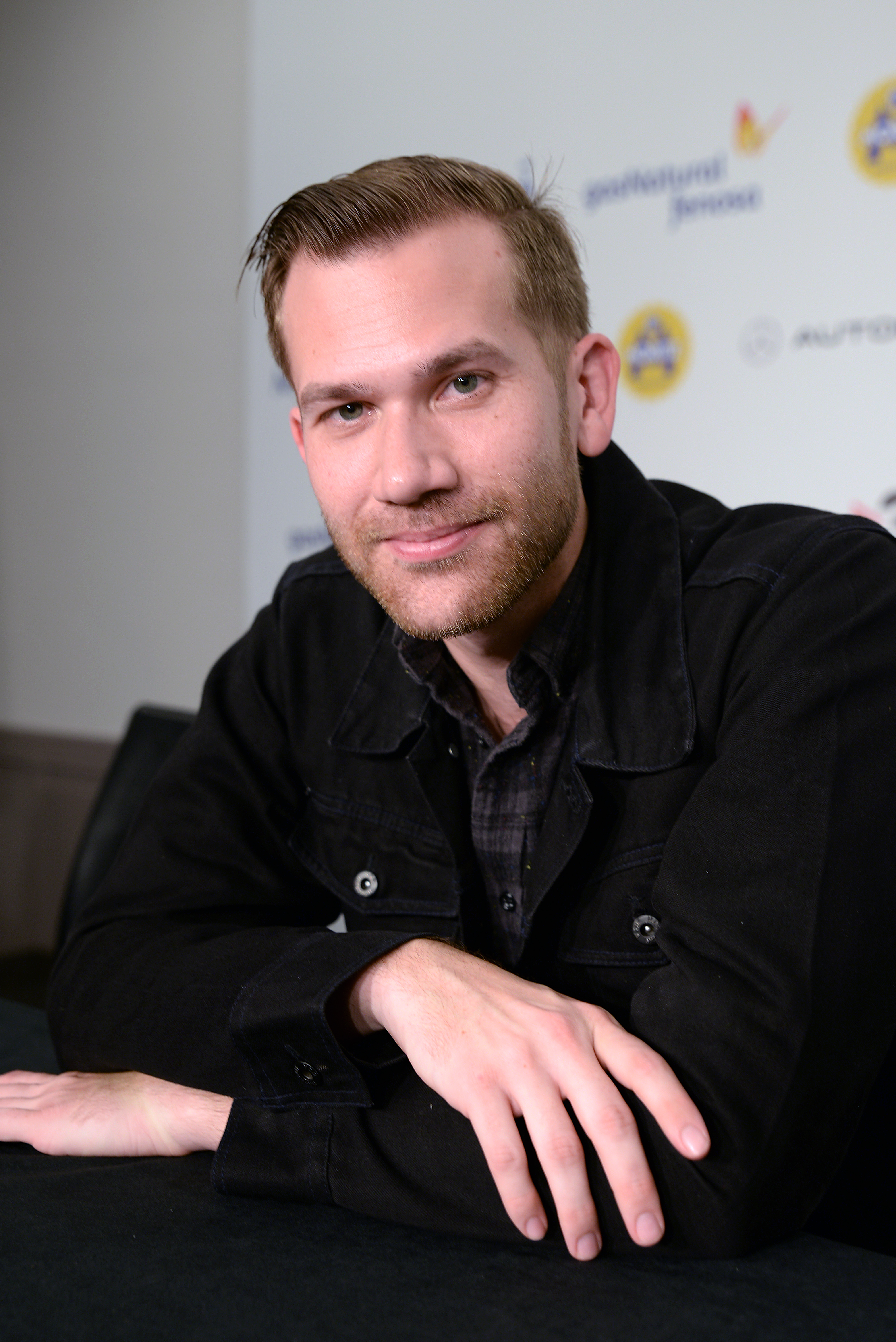
Aaron Moorhead dans le rôle de Clarence Anglin

(Note : Les acteurs nommés ci-dessous n'ont pas réellement joué dans la série, seules des images d'archives des films précédents ont été utilisées.)
- Robert Downey Jr. (VF et VQ : Bernard Gabay) : Tony Stark / Iron Man (saison 1, épisode 1)
- Chris Evans (VF : Alexandre Gillet ; VQ : Alexandre Fortin) : Steve Rogers / Captain America (saison 1, épisode 1)
- Chris Hemsworth (VF : Adrien Antoine ; VQ : Martin Desgagné) : Thor (saison 1, épisode 1)
- Mark Ruffalo : Bruce Banner / Hulk (saison 1, épisode 1)
- Scarlett Johansson : Natasha Romanoff / Black Widow (saison 1, épisode 1)
- Jeremy Renner : Clint Barton / Hawkeye (saison 1, épisode 1)
- Paul Rudd : Scott Lang / Ant-Man (saison 1, épisode 1)
- Frank Grillo : Brock Rumlow (saison 1, épisode 1)
- Maximiliano Hernández : Jasper Sitwell (saison 1, épisode 1)
- Robert Redford : Alexander Pierce (saison 1, épisode 1)
- Clark Gregg : Phil Coulson (saison 1, épisode 1)
- Rene Russo (VF : Véronique Augereau ; VQ : Hélène Mondoux) : Frigga (saison 1, épisodes 1 et 4)
- Anthony Hopkins (VF : Jean-Pierre Moulin ; VQ : Guy Nadon) : Odin (saison 1, épisode 1)
- Tessa Thompson : Valkyrie (saison 1, épisode 1)
- Josh Brolin (VF et VQ : Paul Borne) : Thanos (saison 1, épisode 1)

## Production

### Genèse et développement
En septembre 2018, Marvel Studios travaille sur un élargissement de l'Univers cinématographique Marvel, en passant du cinéma aux séries télévisées en lien avec le lancement de la plateforme Disney+. À la différence des précédentes séries Marvel produites par Marvel Television, ce nouveau format de série prétend avoir plus de liens narratifs avec les films de la franchise et souhaite notamment mettre en avant différents personnages restés jusque-là secondaires au cinéma. Les séries Marvel diffusées sur Disney+ se distinguent aussi par l'important budget alloué pour chaque saison, comparable à celui d'un film de Marvel Studios (150 millions de dollars US)[réf. nécessaire]. Le PDG de Disney, Bob Iger, confirme en novembre qu'une série centrée sur Loki est en cours de développement et que Tom Hiddleston doit reprendre son rôle entamé dans la série de films.
La série suit le personnage de Loki, alors qu'il « apparaît à travers l'histoire humaine comme un influenceur improbable sur les événements historiques. » Un mois plus tard, Feige déclare que Loki ayant plus de mille ans, la série explorerait ce qu'il a fait tout au long de cette longue existence. Il ajoute que l'intérêt pour Marvel Studios de faire cette série est de pouvoir approfondir le personnage de Loki au-delà de son statut de personnage secondaire dans les films. Le 20 juillet 2019, Marvel Studios annonce lors du Comic-Con une série Loki pour le 7 mai 2021 sur Disney+ puis la reporte officiellement au 9 juin 2021, narrant les aventures du personnage Loki après qu'il a récupéré le Tesseract dans Avengers: Endgame.
Tom Hiddleston explique en août 2019 qu'il était au courant de son caméo dans Avengers: Endgame (2019) quand il a filmé la mort de Loki pour Avengers: Infinity War (2018), mais qu'il considérait ce dernier comme la fin de l'arc émotionnel du personnage. Six semaines avant la sortie d'Infinity War, Tom Hiddleston apprend les plans des studios pour la mise en chantier d'une série centrée sur son personnage. Il se montre enthousiaste à l'idée de pouvoir approfondir Loki de différentes manières en prenant une version antérieure du personnage et en le « voyant affronter des adversaires plus redoutables, comme il n'en a jamais vu. » Peu de temps après, il est confirmé que la série se déroulera sur six épisodes,,.
Michael Waldron est recruté en tant que scénariste et producteur exécutif de la série en février 2019. Il a estimé que la série était une opportunité pour créer des histoires originales, comme connecter Loki à l'histoire de D. B. Cooper, et son idée consistait à créer une « aventure folle et amusante » qui explorerait un nouvel aspect du MCU. Kate Herron, la réalisatrice, se présentait comme une fan de Loki, et elle a justement préparé un document de 60 pages concernant le personnage, estimant qu'une démonstration de passion la différencierait des réalisateurs plus expérimentés envisagés par le studio. Après avoir développé son argumentaire lors de plusieurs réunions Zoom avec les représentants de Marvel Studios, à savoir Kevin Wright et Stephen Broussard, Kate Herron s'est rendue à Burbank pour une réunion avec des cadres supérieurs, dont Kevin Feige, Victoria Alonso et Louis D'Esposito.
En août 2019, Kevin Feige a rencontré Kate Herron à Londres pour lui proposer le poste de réalisatrice de la série. Dans les deux jours qui ont suivi, elle s'est envolée pour New York pour rencontrer Tom Hiddleston et discuter du personnage avec lui, puis elle s'est rendue à la D23 de Disney où elle a été annoncée comme réalisatrice et productrice exécutive. Après que Michael Waldron s'est engagé pour écrire le scénario de Doctor Strange in the Multiverse of Madness en février 2020, l'écrivain Eric Martin a été engagé pour gérer les besoins quotidiens de la série, notamment en tant que scénariste principal sur le plateau.
En novembre 2020, il est annoncé qu'une deuxième saison était en développement, soit bien avant la diffusion de la première. En janvier 2021, Michael Waldron a signé un accord avec Disney, ce dernier comprenant son implication dans la deuxième saison « à un certain titre ». Herron a annoncé ne pas reprendre la réalisation des épisodes de la deuxième saison; elle est remplacée en février 2022 par le duo Justin Benson et Aaron Moorhead (qui ont travaillé auparavant sur Moon Knight), tandis qu'Eric Martin est promu showrunner et scénariste principal des six épisodes de cette saison.

### Scénario
Elissa Karasik, Bisha K. Ali, Eric Martin, Tom Kauffman et Jess Dweck ont été embauchés pour écrire la série, ces derniers ayant travaillé pendant 20 semaines pour créer les scripts de la série. L'intrigue de la série prend place après Avengers: Endgame, où Loki vole le Tesseract à la fin de la bataille de New-York qui a lieu dans le film Avengers (2012), créant ainsi une chronologie alternative. Dans la série, Loki utilise le Tesseract pour voyager dans le temps et modifier l'histoire humaine. En août 2019, Herron déclare que la série « emmènera Loki dans une toute nouvelle partie du MCU », tandis que Waldron dit qu'elle « répondra aux questions que nous nous posons tous : où Loki est-il allé après avoir ramassé le Tesseract ? Loki pourrait-il ne jamais se faire un ami ? Le soleil brillera-t-il encore sur lui ? ». Waldron, quant à lui, espérait aussi pouvoir explorer des questions de caractère plus complexes telles que ce qui rend une personne « vraiment bonne ou mauvaise », et ce qui fait d'un héros un héros, et d'un méchant un méchant. Il a ajouté que la mise en place de la série dans une chronologie alternative signifiait qu'elle n'avait pas à faire face au deuil et aux conséquences immédiates d'Endgame.
Le scénario introduit dans le MCU le Tribunal des Variations Anachroniques (TVA), une organisation qui surveille les différentes chronologies du multivers. Kevin Feige et Stephen Broussard désiraient introduire le TVA dans le MCU depuis des années, mais la bonne occasion ne s'est présentée que lorsque la série était en développement. Cette introduction a également convaincu Tom Hiddleston de faire partie de la série, tandis que Michael Waldron a estimé qu'il s'agissait d'un lieu amusant, car il présente le voyage dans le temps comme quelque chose sans âme. Les scénaristes ont travaillé pour concevoir le fonctionnement du voyage dans le temps dans le TVA afin de s'assurer que le public puisse facilement saisir le concept et les règles, développant ainsi la méthode introduite dans Avengers: Endgame.
Michael Waldron a déclaré qu'explorer la perspective du TVA sur le temps et la réalité aiderait à examiner la lutte de Loki avec l'identité. Il a noté que le personnage avait été incontrôlable à des moments de sa vie tout au long des films du MCU, et que le TVA le ferait encore plus sortir de sa zone de confort. Ce dernier a également expliqué que la nature du travail effectué par le TVA rendait l'organisation « particulièrement bien placée pour confronter Loki à lui-même ». Tom Hiddleston a également estimé que la série portait sur l'identité, ainsi que sur la difficulté de la connaissance et de l'acceptation de soi. Le producteur exécutif, Stephen Broussard, a déclaré qu'en plus de l'élément du voyage temporel, la série aurait la « qualité d'un homme en cavale ». Les histoires d'amour font également partie de la série, Waldron mettant en évidence l'histoire d'amour platonique entre Loki et Mobius qui est similaire à celle entre les personnages Carl Hanratty et Frank Abagnale Jr. dans Arrête-moi si tu peux (2002).
Michael Waldron a déclaré que la série consistait en plusieurs histoires courtes plutôt qu'en un film de six heures divisé en plusieurs épisodes, comparant son approche aux séries The Leftovers et Watchmen. La série Mad Men est également une inspiration philosophique et esthétique pour Loki, puisque Waldron pensait que c'était un bon exemple d'une étude approfondie d'un personnage. D'autres inspirations incluent Before Sunrise (1995), Attrape-moi si tu peux, les films de Quentin Tarantino, mais également de David Fincher comme Seven (1995) et Zodiac (2007). La série s'inspire également du Silence des agneaux (1991), Toy Story (1995), Armageddon (1998) et Rick et Morty, sur laquelle Waldron occupe également le poste de scénariste.
En novembre 2019, Kevin Feige a déclaré que la série serait liée à Doctor Strange in the Multiverse of Madness. Cependant, il a déclaré que la série serait extrêmement importante et aurait un gros impact sur le MCU, plus que WandaVision et Falcon et le Soldat de l'hiver. Michael Waldron a déclaré que, comme pour toutes les productions du MCU, l'objectif était de relier la série aux films. Il a d'ailleurs étroitement collaboré avec Jeff Loveness, le scénariste d'Ant-Man and the Wasp: Quantumania. De plus, Bisha K. Ali a été désignée comme créatrice de la série Ms. Marvel.
Dans les comics le scénario s'inspire vaguement des personnages d'"Avengers : Kang War" et "Kang Dynasty".

### Attribution des rôles
Dès l'annonce de la série, Tom Hiddleston est confirmé pour reprendre le rôle de Loki. Sa participation est confirmée en février 2019 par le président de Walt Disney Studios, Alan Horn. En novembre 2019, Sophia Di Martino rejoint le casting sans précisions sur le personnage qu'elle interprètera, bien qu'il soit question d'une probable incarnation féminine de Loki. Fin janvier 2020, il est annoncé qu'Owen Wilson, principalement connu pour ses rôles dans des comédies, rejoint la série dans un rôle non crédité, mais qualifié de rôle proéminent, qui se révèlera être celui de Mobius M. Mobius. En février, le site Deadline annonce que l'actrice Gugu Mbatha-Raw rejoint la distribution de la série. En mars, Richard E. Grant a été choisi pour interpréter un rôle dans un seul épisode, tandis que Wunmi Mosaku a été annoncée dans le rôle du Chasseur B-15. En avril 2021, il est révélé qu'Eugene Cordero apparaîtrait dans la série sous le nom de Casey, tandis que l'actrice Tara Strong prête sa voix au personnage de Miss Minutes.
En septembre 2020, il a été révélé que Sasha Lane avait également été choisie pour incarner le Chasseur C-20, et, en décembre, des rumeurs annoncent que Jaimie Alexander pourrait reprendre son rôle de Sif apparue dans Thor et Thor : Le Monde des ténèbres.

### Tournage et post-production
Le tournage de la série a lieu à partir de janvier 2020, sous le titre de travail River Cruise, aux Pinewood Studios à Atlanta, mais également dans la région métropolitaine de la ville tout au long du mois de février. Le 14 mars, la production est interrompue en raison de la pandémie de Covid-19, mais elle reprend aux Pinewood Studios en septembre,. Un mois de tournage était encore nécessaire à la mi-novembre. Le tournage s'est officiellement achevé à la mi-décembre. L'Atlanta Marriott Marquis a notamment servi de décor pour le TVA. Les autres lieux utilisés en Géorgie comprenaient une carrière dans le nord de l'État et un magasin discount qui est devenu l'hypermarché futuriste Roxxcart. La réalisatrice de la série a estimé que cet hypermarché, situé dans les années 2050, était une façon amusante de conserver le sens de l'humour noir de la série en montrant des produits extrêmement chers en raison de l'inflation.
Lors de l'arrêt de la production, Kate Herron a commencé à monter les scènes qui avaient déjà été tournées, ce qui a permis de retravailler sur certains éléments ou d'en ajouter lorsque le tournage aurait repris. Les effets visuels ont été fournis par Cantina Creative, Crafty Apes, Digital Domain, FuseFX, Industrial Light & Magic, Luma Pictures, Method Studios, Rise, Rodeo FX et Trixter.
Le tournage de la deuxième saison doit débuter durant l'été 2022.

### Musique
En janvier 2021, Natalie Holt a été annoncée à la composition de la musique de la série. Elle et Kate Herron ont toutes les deux été attirées par l'utilisation du thérémine pour le thème principal de la série, qui, selon Herron, était vaguement inspiré par Orange mécanique (1971). Cette dernière a également décrit la partition de Holt comme « opératique et audacieuse ». En effet, elle associe le thérémine avec un orchestre, de la musique électronique, des sons d'horloges et des instruments nordiques.

### Promotion
Alors que la série est encore en production, les premières images sont présentées le 2 février 2020 dans une publicité diffusée au cours du Super Bowl LIV. Les vêtements que portent Loki révèlent la présence, dans la série, du Tribunal des Variations Anachroniques, une police chargée de la surveillance du multivers et de la prévention des modifications du passé. Julia Alexander, de chez The Verge, a déclaré qu'il s'agissait de « peu mais que cela suffisait à donner envie aux fans ». Haleigh Foutch, de chez Collider, a déclaré que toute la promotion Marvel diffusée au cours du Super Bowl avait « volé la vedette ».
Une première bande annonce est diffusée lors du Disney Investor Day en décembre 2020. John Boon, de chez Entertainment Tonight, a déclaré que la bande annonce offrait un regard « intéressant sur la série ». Hoai-Tran Bui, de chez /Film, a déclaré que les scènes de la bande-annonce étaient « intrigantes, cryptiques » et a été surpris d'apprendre que la série parlerait de « conspirations mystérieuses et de flexion de la réalité ».
Une nouvelle bande annonce est diffusée le 5 avril 2021, montrant Loki aux prises du Tribunal des Variations Anachroniques, dans le prolongement d'Avengers : Endgame. Charles Pulliam-Moore, de chez io9, a qualifié la bande-annonce et la série d'une « aventure à grande échelle promettant d'être la prochaine grande étape épique de Disney+ ». Austen Goslin, de Polygon, a souligné qu'il semblait que Loki visiterait des moments clés des films de MCU tout au long de la série.
En mai 2021, les affiches publiées sur les réseaux sociaux révèlent la présence, en plus de Loki, des personnages de Mobius M. Mobius, Ravonna Renslayer, le Chasseur B-15 ainsi que Miss Minutes, l'horloge orange animée qui est la mascotte du TVA. Les commentateurs ont notamment été intrigués par Miss Minutes, pensant qu'il s'agirait du personnage préféré des spectateurs. Erin Brady, de chez Collider, pensait que Miss Minutes tenterait de « voler la vedette à Baby Yoda ». Le 4 juin, deux épisodes des Légendes des Studios Marvel sont publiés sur Disney+, un consacré à Loki et l'autre au Tesseract.

### Fiche technique
- Titre original et français : Loki
- Création : Michael Waldron, d'après les personnages créés par Stan Lee, Larry Lieber et Jack Kirby
- Réalisation : Kate Herron (saison 1), Justin Benson et Aaron Moorhead (saison 2)
- Scénario : Michael Waldron (saison 1), Eric Martin (saison 2)
- Direction artistique : Natasha Gerasimova et Drew Monahan
- Décors : Claudia Bonfe
- Costumes : Christine Wada
- Photographie : Autumn Durald Arkapaw
- Montage : Paul Zucker
- Musique : Natalie Holt
- Casting : Sarah Finn et Krista Husar
- Production : Kevin Feige
  - Producteurs exécutifs : Michael Waldron, Tom Hiddleston, Kate Herron, Louis d'Esposito, Victoria Alonso et Stephen Broussard
- Société de production : Marvel Studios
- Société de distribution : Disney Media Distribution
- Pays d'origine :  États-Unis
- Langue d'origine : anglais
- Format : couleur - 2,39:1 - son Dolby Atmos
- Genres : super-héros, comédie
- Durée : entre 42 et 54 minutes
- Budget : 150 millions de dollars
- Diffuseur : Disney+
- Sortie : 9 juin 2021 - 10 novembre 2023
- Classification : 12+ sur Disney+

## Sortie
La première saison est diffusée à partir du 9 juin 2021 sur Disney+, avec une sortie hebdomadaire le mercredi. La série était initialement prévue pour mai 2021 avant d'être déplacée au 11 juin de la même année, puis à deux jours avant. Elle est composée de six épisodes. La seconde saison est diffusée à partir du 6 octobre 2023 sur Disney+, avec une sortie hebdomadaire le vendredi.
Dès le premier épisode diffusé, il s'agit selon Disney de la série la plus regardée de sa plateforme de SVoD.

## Épisodes

### Première saison (2021)
La première saison, comptant six épisodes, est diffusée entre le 9 juin et le 14 juillet 2021. Elle fait partie de la phase IV du MCU.
1. Un destin exceptionnel (Glorious Purpose)
2. Le Variant (The Variant)
3. Lamentis
4. Le Nexus (The Nexus Event)
5. Voyage vers le mystère (Journey into Mystery)
6. Pour toujours. À jamais. (For All Time. Always.)

La saison 2 est annoncée dans une scène post-générique du dernier épisode.

### Deuxième saison (2023)
Cette saison 2 comporte également six épisodes et fait partie de la phase V du MCU.
Elle est diffusée depuis le 6 octobre 2023.
1. Ouroboros
2. Brad Fer (Breaking Brad)
3. 1893
4. Le cœur du TVA (Heart of the TVA)
5. Science/Fiction
6. Glorieux destin (Glorious Purpose)

## Accueil

### Audiences
En mai 2022, Feige annonce que Loki a été la série Marvel Studios/Disney+ la plus vue à ce moment.

### Accueil critique
| Saison | Saison | Notes des critiques | Notes des critiques |
| Saison | Saison | Rotten Tomatoes     | Metacritic          |
| ------ | ------ | ------------------- | ------------------- |
|        | 1      | 92% (338 critiques) | 74 (32 critiques)   |
|        | 2      | 81% (161 critiques) | 65 (23 critiques)   |

## Distinctions
- Saturn Awards 2022 : Meilleure série fantastique en streaming[78]